# Marcolès
Marcolès är en kommun i departementet Cantal i regionen Auvergne-Rhône-Alpes i mitten av Frankrike. Kommunen ligger  i kantonen Saint-Mamet-la-Salvetat som ligger i arrondissementet Aurillac. År 2022 hade Marcolès 593 invånare.

## Befolkningsutveckling
Antalet invånare i kommunen Marcolès
Referens:INSEE